# Bohadschia koellikeri
Bohadschia koellikeri е вид морска краставица от семейство Holothuriidae.

## Разпространение
Видът е разпространен в Кения, Мозамбик, Сомалия, Танзания, Филипини и Южна Африка.